# Philippe Perrin
Philippe Perrin (Meknes, 6 de janeiro de 1963)  é um coronel da força aérea francesa e ex-astronauta da Agência Espacial Europeia (ESA).
Criado na cidade de Avinhão, na Provença, Perrin cursou a Escola Politécnica da França, em Paris, onde se formou um engenharia em 1985. Em 1993 foi qualificado como piloto de testes e em 1995 como piloto comercial. 
Antes de se formar na Escola Politécnica, ele serviu como piloto naval na marinha francesa durante seis meses no Oceano Índico. Após a formatura em 1985, ele entrou para Força Aérea francesa e durante a Guerra do Golfo, 1991, participou como piloto das forças de coalizão em 26 missões aéreas pilotando um Mirage, tornando-se o único astronauta francês a receber a Legião de Honra antes de ir ao espaço, por sua participação como piloto militar na Operação Tempestade no Deserto e durante seu serviço na força aérea de seu país.
Em 1992 ele foi cedido a CNES, a agência espacial francesa, e enviado para treinamento na Cidade das Estrelas, na Rússia, onde treinou por dois meses. De volta à França e qualificado como piloto de testes em 1993, participou dos testes de desenvolvimento do Mirage 2000.
Em 1996 a CNES anunciou sua seleção para a equipe de astronautas franceses e ele foi enviado a Houston, para o treinamento na NASA. Após o curso de dois anos no Centro Espacial Lyndon B. Johnson, foi qualificado como especialista de missão.
O coronel Perrin foi ao espaço em junho de 2002 na missão STS-111 do ônibus espacial Endeavour, a segunda missão à ISS a transportar equipamentos científicos de pesquisa para a plataforma espacial. Além da instalação de uma nova seção no braço robótico da estação, a equipe fez reparos nos módulos externos da estrutura, função a cargo de Perrin e de seu colega Franklin Chang-Diaz, que perfizeram um total de dezenove horas em três etapas de atividades extraveiculares no vácuo.
Após seu voo, Perrin deixou a CNES e transferiu-se para a Agência Espacial Europeia, onde atuou como astronauta de apoio ao programa europeu de desenvolvimento de um veículo de transporte automático para a estação espacial. Como astronauta da ESA ele não foi mais ao espaço, deixando o corpo de astronautas da agência em 2004 para trabalhar como piloto de testes do Airbus.